# Golo Euler
Golo Euler (Starnberg, 8 settembre 1982) è un attore tedesco.

## Filmografia (parziale)

### Cinema
- Corri ragazzo corri - regia di Pepe Danquart (2013)
- Grand Budapest Hotel - regia di Wes Anderson (2014)
- Das schönste Mädchen der Welt - regia di Aron Lehmann (2018)

### Televisione
- Il principe e la fanciulla - serie TV (5 episodi) (2007)
- Squadra Speciale Colonia - serie TV (1 episodio) (2008)
- Soko 5113 - serie TV (3 episodi) (2008-2010)
- Die Rosenheim-Cops - serie TV (2 episodi) (2008-2011)
- Tempesta d'amore - serie TV (155 episodi) (2009-2013)
- Squadra speciale Lipsia - serie TV (1 episodio) (2011)
- SOKO - Misteri tra le montagne - serie TV (1 episodio) (2011)
- Last Cop - L'ultimo sbirro - serie TV (1 episodio)(2012)
- Hamburg Distretto 21 - serie TV  (1 episodio) (2013)
- Un ciclone in convento - serie TV  (1 episodio) (2015)
- Il commissario Köster - serie TV (2 episodi) (2015-2020)
- Il commissario Lanz (1 episodio) (2017)
- Il commissario Schumann - serie TV (1 episodio) (2017)
- Sarah Kohr - serie TV (2019- in corso)
- Ultima traccia: Berlino - serie TV (2019)
- Il Grifone - serie TV (2023)